# Helena Šulcová
Helena Šulcová (24. srpna 1978 Prostějov) je česká moderátorka, influencerka, novinářka a hlasatelka, známá svou dlouholetou prací v českých médiích.  

## Tvorba, působení v médiích
Vystudovala žurnalistiku na Filozofické fakultě Univerzity Palackého v Olomouci a svou kariéru odstartovala v polovině 90. let jako redaktorka místní kabelové televize v Prostějově.
Později se přesunula do brněnského televizního studia Davels, kde získala další zkušenosti v televizní produkci. V roce 1999 začala pracovat pro Český rozhlas v Praze. Nejprve působila jako redaktorka stanice ČRo Regina, poté se připojila k domácí redakci Českého rozhlasu 1 – Radiožurnálu, kde strávila pět let.
V roce 2005 opustila Radiožurnál, aby nastoupila jako parlamentní zpravodajka na TV Prima. Současně moderovala na stanici Rádio Česko. V prosinci 2007 přešla na Frekvenci 1, kde moderovala diskusní pořad Pressklub, a rovněž moderovala ranní vysílání pořadu Studio 6 na České televizi.
Po změnách ve vedení Českého rozhlasu se v roce 2009 vrátila na Radiožurnál, kde začala moderovat pořad Dvacet minut Radiožurnálu. Vedle toho pokračovala i v práci na pořadu Studio 6 v České televizi.
Pořad 20 minut Radiožurnálu moderovala také v letech 2014-2016.
Od roku 2017 moderovala pořad Den podle Heleny Šulcové v Českém rozhlasu Plus. V té době spolupracovala také s Televizí Seznam, kde krátce uváděla diskuzní pořad Osmička Heleny Šulcové a zábavnou talk-show Mezi námi na platformě Stream.cz.
V roce 2020 se opět stala moderátorkou pořadu Press klub na Frekvenci 1. Uváděla také Silvestrovský Press klub s imitátorem Petrem Jablonským. Pro platformu Youradio Talk, která patří do stejného mediálního domu jako Frekvence 1, moderovala podcast Mezi čtyřma očima.

## Sociální sítě
V srpnu 2021 začala aktivně tvořit obsah pro své sociální sítě, zaměřený na zábavná videa, rychlé recepty, vlogy z cest a každodenní situace. Jejím cílem je zlepšit lidem náladu prostřednictvím kreativního a kvalitního obsahu. 
Helena je aktivní na platformách TikTok, Instagram, Facebook a YouTube, kde ji sleduje přes 250 tisíc uživatelů. Její videa se vyznačují profesionálním zvukem a osobitým stylem, což přispívá k jejich popularitě.
Kromě tvorby online obsahu se Helena věnuje moderování a hlasovým projektům. Je také vyhledávanou moderátorkou pro různé akce a události.V roce 2024 vyšla v nakladatelství Albatros její kniha “Samé dobré starosti”, která reflektuje její životní zkušenosti a postřehy.
Helena Šulcová je příkladem úspěšné transformace z tradičních médií do digitálního prostoru, kde využívá své zkušenosti a kreativitu k tvorbě obsahu, který oslovuje široké publikum.[zdroj?]